# Mourad Boucif
 (mars 2015).
Si vous disposez d'ouvrages ou d'articles de référence ou si vous connaissez des sites web de qualité traitant du thème abordé ici, merci de compléter l'article en donnant les références utiles à sa vérifiabilité et en les liant à la section « Notes et références ».
 (janvier 2020).
- Si vous ne connaissez pas le sujet, laissez ce bandeau (vous pouvez alors contacter les auteurs).
- Si vous supprimez le contenu mis en cause (vous pouvez préalablement contacter les auteurs),

argumentez précisément cette suppression dans la page de discussion
(un manque de référence n'est pas un argument ; une recherche réelle de référence doit avoir été effectuée, être formellement documentée).
Mourad Boucif est un réalisateur né en Algérie en 1967. À l'âge de 10 mois, ses parents décident d'émigrer et de s'installer en France.
À l'âge de six ans, sa petite famille arrive en Belgique. Mourad Boucif a travaillé en 1996 dans le tissu associatif bruxellois. En 2003, il obtient son diplôme d'éducateur spécialisé. 
Son expérience est forgée sur le terrain, à partir de réalités qu'il rencontre à travers différents publics «fragilisés ».
Il milite également avec différentes associations, ONG humanitaires belges et internationales et est très actif dans différentes causes, à travers le Monde.
Très vite, il s'intéresse au 7e art, et (co)réalise plusieurs œuvres : Kamel (MM-1996 avec le centre de jeunes du quartier maritime de Molenbeek), Au-delà de Gibraltar (LM-2001 avec Taylan Barman - scénaristes: Taylan Barman, Gérard Preszow, Mourad Boucif) , La Couleur du Sacrifice (LM Documentaire-2006- scénaristes: Denise Vindevogel, Brichaut Vanessa, Mourad Boucif), et les hommes d'argile" (LM-2015- scénaristes: Luc Jabon, Ismaël Saidi, Mourad Boucif)
Ses films abordent des thèmes liés à la condition humaine et les mécanismes inégalitaires qui génèrent de l'exclusion sociale.

## Filmographie
- 1997[2] : Kamel (MM / docu-fiction)
- 2001[3] : Au-delà de Gibraltar (LM / fiction)
- 2006 : La Couleur du Sacrifice (LM / Documentaire)
- 2015 : Les Hommes d'argile (LM/Fiction)